# Угодни живот Зака и Кодија
Угодни живот Зека и Кодија (енгл. The Suite Life of Zack & Cody) америчка је телевизијска серија која се приказивала од 18. марта 2005. до 1. септембра 2008. на Дизни каналу. Креатори серије су Дени Кејлис и Џон Гоган. Серија је три пута била номинована за Еми награду.
Серија се одвија у Типтон хотелу у Бостону и фокусира се на Зека и Кодија Мартина, неваљале близанце који живе у Хотелу Типтон. Други главни ликови су наследница Хотела Типтон Лондон Типтон, хотелску продавачицу бомбона Меди Фицпатрик, менаџера Хотела Типтон господина Мариона Мозбија и самохрану мајку дечака Кери Мартин. Представља трећу серију Дизни канала која има више од 65 епизода, после То је тако Рејвен и Ким Опаснић.
Угодни живот добио је наставак серије, у којој такође глуме близанци Спраус у њиховим улогама Зека и Кодија, названу Угодни живот на палуби, која се од 2008. до 2011. емитовала на Дизни каналу. Телевизијски филм базиран на обе серије, Угодни живот филм, емитован је 25. марта 2011. на Дизни каналу.

## Радња
Прича је смештена у Хотелу Типтон у Бостону, бави се двојицом несташних близанаца Зеком и Кодијем Мартином Зек и Коди су веома амбициозни али и различити, Зек је лош у школи и воли да се мота око хотела и нервира управника хотела господина Мозбија, који је стално жртва његових луцкастих шала, Коди је невероватни геније и веома добро му иде школа, он уме по неки пут да буде стидљив, а неки пут се и придружи Зеку у стварању шала у хотелу. Њихова мајка је Кери Мартин, која ради као певачица у хотелу и неки пут баш она мора да испашта због њихових шала. Зек и Коди имају бројне пријатеље као што су: Лондон Типтон она је прилилчно глупа, али је и веома богата и ћерка власника хотела, Меди Фицпатрик она ради као продавачица бомбона и Зек је у њу заљубљен, веома је добар пријатељ са Лондон, али неки пут Лондон зна да је критикује и назива је сиромашном, ту су такође и веома други споредни ликови.

## Епизоде
| Сезона | Сезона | Епизоде | Премијерно приказивање (САД) | Премијерно приказивање (САД) | Премијерно приказивање (Србија) | Премијерно приказивање (Србија) |
| Сезона | Сезона | Епизоде | Прва епизода                 | Последња епизода             | Прва епизода                    | Последња епизода                |
| ------ | ------ | ------- | ---------------------------- | ---------------------------- | ------------------------------- | ------------------------------- |
|        | 1      | 26      | 15. март 2005.               | 27. јануар 2006.             | 13. фебруар 2009.               | TBA                             |
|        | 2      | 26      | 3. фебруар 2006.             | 2. јун 2007.                 | TBA                             | TBA                             |
|        | 3      | 26      | 23. јун 2007.                | 1. септембар 2008.           | TBA                             | TBA                             |

## Ликови
- Коди Мартин (Кол Спраус) је веома паметан и бистар дечак, за разлику од свог брата он уме по неки пут да буде веома стидљив, али неки пут уме да буде и баш сличан Зеку. Он има све петице у школи, и зна доста тога, зато му Зек скоро стално тражи да му уради домаћи.
- Зек Мартин (Дилан Спраус) је веома шашав дечак, стално избија шале на рачун управника хотела господина Мозбија, што њега јако нервира, он је заљубљен у Меди и често покушава да флертује са њом као и са већином девојака у хотелу, али сваки пут му се љубав заврши лоше. Он је лош у школи и лењ је, али уради све што му падне на памет.
- Лондон Типтон (Бренда Сонг) је богата наследница хотела, ћерка власника хотела. Она је прилично глупа и зато не схвата неке ствари једноставно. Она воли да подсмева друге и говори им да су сиромашни а она богата, иако је стално подсмева, Лондонина најбоља другарица је Меди.
- Меди Фицпатрик (Ешли Тисдејл) ради као продавачица бомбона у хотелу, она је најбоља пријатељица са Лондон, иако је скоро она увек подсмева. Она је веома паметна и брзо размисли, Зек је у њу заљубљен и стално покушава да флертује са њом, али га она увек одбија.
- Господин Мозби (Фил Луис) ради за господина Типтона, власника хотела, али пошто је он одсутан он га скоро увек мења и зато је управник хотела. Њега стално нервирају Зек и Коди због њигових шала на његов рачун, иако изгледа као озбиљна особа, господин Мозби је веома друштвен, што слабо показује.
- Кери Мартин (Ким Родс) је мајка Зека и Кодија, она ради као забављачица односно певачица у хотелу, она је веома добра мајка и труди се да омогући Зеку и Кодију све што желе, али уме да буде и веома строга. Она често испашта због Зекових и Кодијевих шала.

## Емитовање и титловање
У Србији, Црној Гори, Републици Српској и Северној Македонији серија је премијерно приказана 13. фебруара 2009. године на каналу Дизни Екс-Ди, титлована на српски језик. Титлове је радио студио Ес-Ди-Ај мидија. Од априла 2012. године, титлована серија је приказивана и на Дизни каналу.